# طاعون أثينا
طاعون أثينا (باليونانية القديمة:Λοιμὸς Λοιμὸς τῶν Ἀθηνῶν, Loimos tôn Athênôn) هو الوباء الذي دمر دولة مدينة أثينا قديما في اليونان خلال السنة الثانية (430 قبل الميلاد) من الحرب البيلوبونيسية عندما انتصار الأثينيين. قتل الطاعون ما يقدر بنحو 75,000 إلى 100,000 شخص، أي حوالي ربع السكان، ويُعتقد أنه دخل أثينا عبر بيرايوس، ميناء المدينة والمصدر الوحيد للغذاء والإمدادات. كما شهِد جزء كبير من شرق البحر الأبيض المتوسط تفشي المرض، وإن كان تأثيره أقل.
كان للطاعون آثار خطيرة على مجتمع أثينا، مما أدى إلى عدم الالتزام بالقوانين والمعتقدات الدينية؛ رداً على ذلك، أصبحت القوانين أكثر صرامة، مما أدى إلى معاقبة غير المواطنين الذين يدعون أنهم من الأثينيين. وكان بريكليس زعيم أثينا من بين ضحايا الطاعون. عاد الطاعون مرتين أخريين، عام 429 قبل الميلاد وشتاء 427/426 ق.م. تم اقتراح حوالي 30 من مسببات الأمراض بأنها تسببت في الطاعون.

## الأعراض

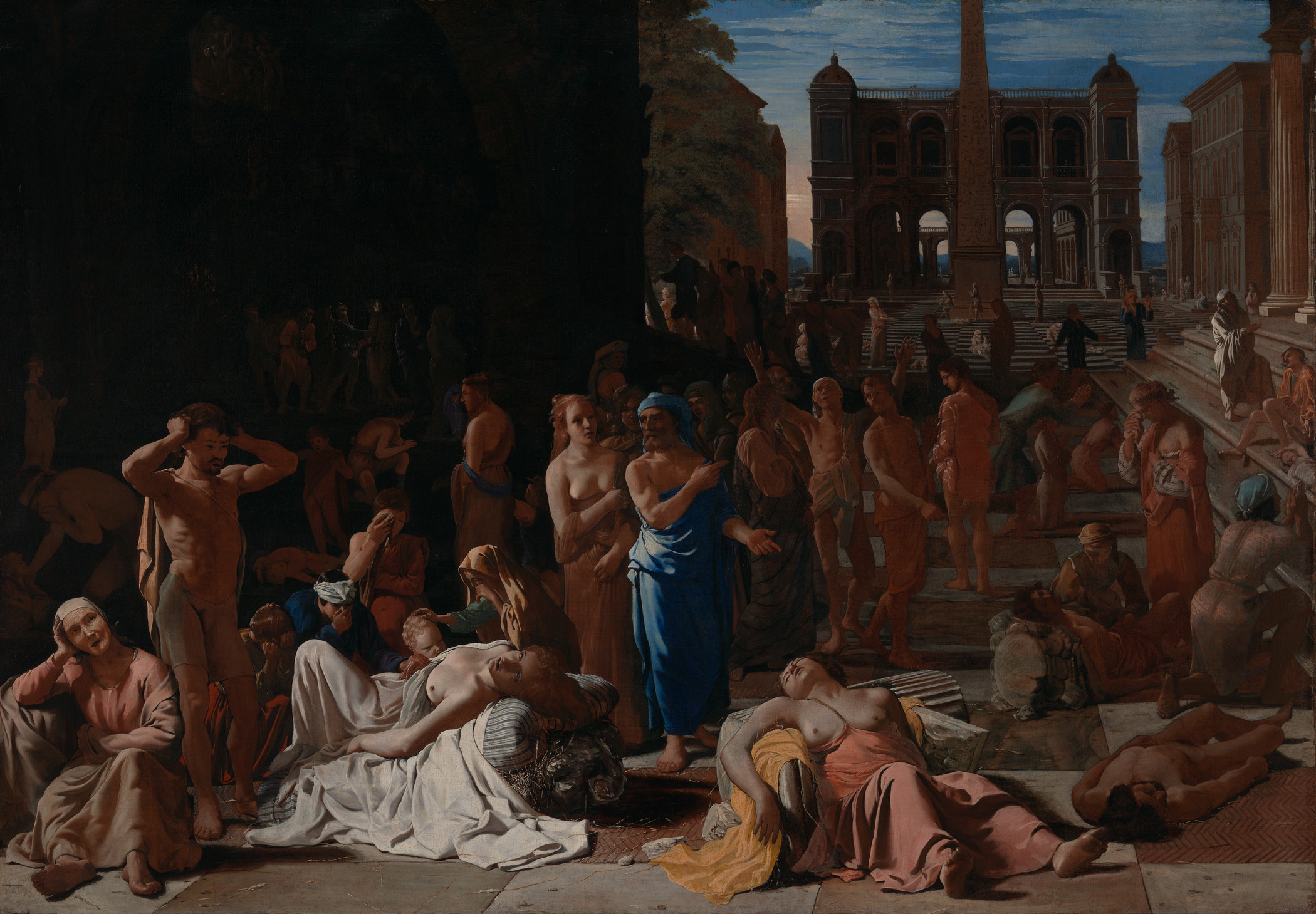
الطاعون في أثينا القديمة بواسطة ميشيل سويرتس.

وفقًا لـ ثوقيديدس، فإن طاعون أثينا، بدأ بظهور أعراض في الرأس أثناء شق طريقه عبر بقية الجسم. كما يصف بالتفصيل الأعراض التي عانى منها ضحايا الطاعون.
- حمى.
- احمرار والتهاب في العين.
- التهاب الحلق يؤدي إلى النزيف ورائحة الفم الكريهة.
- العطس.
- فقدان الصوت.
- السعال.
- التقيؤ.
- بثور وتقرحات على الجسم.
- العطش الشديد.
- أرق.
- إسهال.

## الأسباب المحتملة
حاول المؤرخون منذ فترة طويلة تحديد السبب وراء طاعون أثينا. اعتُبر المرض تقليديًا تفشيًا للطاعون الدبلي بأشكاله العديدة، لكن إعادة النظر في الأعراض المبلغ عنها وعلم الأوبئة دفع العلماء إلى تقديم تفسيرات بديلة. وتشمل هذه التيفوس، الجدري، والحصبة، ومتلازمة الصدمة السامة. استنادًا إلى أوجه التشابه الوصفية اللافتة للنظر مع الفاشيات الأخيرة في إفريقيا، بالإضافة إلى حقيقة أن الطاعون الأثيني نفسه جاء على ما يبدو من إفريقيا (كما سجل ثوقيديدس)، فقد تم النظر في الإيبولا أو الحمى النزفية الفيروسية ذات الصلة.
نظرًا لاحتمال أن تكون ملامح مرض معروف قد تغيرت بمرور الوقت، أو أن الطاعون ناجم عن مرض لم يعد موجودًا، فقد لا تكون الطبيعة الدقيقة للطاعون الأثيني معروفة أبدًا. بالإضافة إلى ذلك، أدى الازدحام الناجم عن تدفق اللاجئين إلى المدينة إلى عدم كفاية إمدادات الغذاء والمياه وزيادة متناسبة محتملة في الحشرات والقمل والجرذان والنفايات. كانت هذه الظروف ستشجع أكثر من مرض وبائي واحد أثناء الفاشية.

### التيفوس
في يناير 1999، كرست جامعة ماريلاند مؤتمرها الطبي السنوي الخامس، المخصص لتاريخ الحالات سيئة السمعة، لطاعون أثينا. وخلصوا إلى أن المرض الذي قتل الإغريق كان التيفوس. قال الدكتور ديفيد دوراك، أستاذ الطب الاستشاري في جامعة ديوك، «حمى التيفوس الوبائية هي أفضل تفسير». «إنها أشد ما يكون في أوقات الحرب والحرمان، وتبلغ نسبة الوفيات بها حوالي 20 في المائة، وتقتل الضحية بعد حوالي سبعة أيام، وتتسبب في بعض الأحيان في مضاعفات مذهلة: غرغرينا في أطراف أصابع اليدين والقدمين. كل هذه الميزات». في حالات التيفوس، يؤدي الجفاف التدريجي والوهن وانهيار القلب والأوعية الدموية في النهاية إلى وفاة المريض.

### التيفوئيد

#### الأعراض
تشبه الأعراض المرتبطة بالتيفوئيد عمومًا وصف ثوقيديدس. وهي تشمل:
- حمى شديدة من 39-40 درجة مئوية (102-104 درجة فهرنهايت) ترتفع ببطء.
- قشعريرة.
- بطء القلب (معدل ضربات القلب البطيء).
- ضعف.
- إسهال.
- الصداع.
- ألم عضلي (ألم عضلي).
- قلة الشهية.
- إمساك.
- الام المعدة.

في بعض الحالات، ظهور طفح جلدي من البقع المسطحة ذات اللون الوردي المسماة «بقع الورد».
وهناك أعراض متطرفة مثل انثقاب الأمعاء أو النزيف، الأوهام والارتباك من الممكن أن تظهر أيضا.
تختلف بعض خصائص التيفوئيد اختلافًا واضحًا عن وصف ثوقيديدس. لا تموت الحيوانات الزبّالة من الإصابة بالتيفوئيد، وعادة ما يكون ظهور الحمى في التيفوئيد بطيئًا ودقيقًا.

#### تحليل الحمض النووي
وجدت دراسة الحمض النووي عام 2005 للب الأسنان المأخوذة من الأسنان المستردة من حفرة دفن يونانية قديمة، بقيادة أخصائي تقويم الأسنان الدكتور مانوليس باباجريجوراكيس من جامعة أثينا، أن تسلسل الحمض النووي مشابه لتسلسل السالمونيلا المعوية (S. enterica)، وهو الكائن الحي الذي يسبب حمى التيفود.
عارضت مجموعة ثانية من الباحثين، بما في ذلك عالمة الأحياء الجزيئية التطورية الأمريكية الدكتورة بيث شابيرو من جامعة كاليفورنيا، سانتا كروز، النتائج التي توصل إليها فريق باباجريجوراكيس، مشيرة إلى ما يزعمون أنه عيوب منهجية خطيرة. في رسالة إلى المجلة الدولية للأمراض المعدية، شابيرو وآخرون. ذكر أنه «بينما يؤكد تحليل الحمض النووي أن تسلسل أثينا ربما يكون السالمونيلا، فإنه يوضح بوضوح أنه ليس التيفود».

### الحُمى النزفية الفيروسية
يشير سرد ثوقيديدس بشكل واضح إلى زيادة المخاطر بين مقدمي الرعاية، وهو أكثر شيوعًا لانتشار الحمى النزفية الفيروسية من شخص لآخر (مثل مرض فيروس الإيبولا أو فيروس ماربورغ) من التيفوس أو التيفوئيد. غير معتاد في تاريخ الأوبئة أثناء العمليات العسكرية، توصف القوات المحاصرة المتقشفية بأنها لم تُصاب بالمرض الذي يستعر بالقرب منها داخل المدينة. يدعو وصف ثوقيديدس إلى المقارنة مع (VHF) في طبيعة الأعراض وتسلسلها، والنتيجة القاتلة المعتادة في اليوم الثامن تقريبًا. فسر بعض العلماء تعبير ثوقيديدس " lygx kenē " (λύγξ κενή) على أنه عرض غير عادي للفواق، الذي يُعرف الآن بأنه اكتشاف شائع في مرض فيروس الإيبولا. عزز تفشي الحمى النزفية النزفية في أفريقيا في عامي 2012 و2014 الملاحظات المتعلقة بزيادة المخاطر على مقدمي الرعاية وضرورة اتخاذ احتياطات للحاجز لمنع انتشار المرض المرتبط بطقوس الحزن والطقوس الجنائزية. لوحظ في تفشي فيروس إيبولا في غرب إفريقيا عام 2015 استمرار الآثار على الأعضاء التناسلية والعين لدى بعض الناجين، وكلاهما وصفه ثوقيديدس. مع فترة حضانة إكلينيكية تصل إلى 21 يومًا، وما يصل إلى 565 يومًا من إمكانية العدوى التي ظهرت مؤخرًا في العدوى المنقولة بالسائل المنوي، فإن انتقال الإيبولا عبر تجارة النيل إلى ميناء بيريوس المزدحم أمر مقبول.